# آن كوك (ممثلة)
آن كوك (بالصينية: 郭舒贤؛ بالإنجليزية: Ann Kok) هي ممثلة سنغافورية، ولدت في 11 يناير 1973 في سنغافورة.

## وصلات خارجية
- آن كوك (ممثلة) على موقع IMDb (الإنجليزية)
- آن كوك (ممثلة) على موقع ميوزك برينز (الإنجليزية)
- آن كوك (ممثلة) على موقع قاعدة بيانات الفيلم (الإنجليزية)